# 末広恭雄
末広 恭雄（すえひろ やすお、1904年 6月4日 - 1988年7月14日）は、日本の水産学者・随筆家・作曲家。
東京大学学生歌『足音を高めよ』を作曲した。

## 略歴
東京生まれ。東京高等師範学校附属小学校（現在の筑波大学附属小学校）を経て、1922年に東京高等師範学校附属中学校（現在の筑波大学附属中学校・高等学校）を卒業。第八高等学校 (旧制)を経て、東京帝国大学農学部水産学科卒業。
1943年　東京大学より農学博士の学位を取得、学位論文の題は「魚類ノ消化系ト食性ニ関スル研究」。  
農林省水産研究所技官、次いで東京大学農学部水産学科教授として魚類に関する水産学方面の研究を広く行ったことだけでなく、皇太子時代の昭和天皇に生物学をたびたび御進講している。生前には一般向けの著作、随筆で「お魚博士」として知られた。作曲家としては山田耕筰の弟子であり、サトウハチローの詞による童謡『秋の子』がよく知られているほか、愛媛県宇和島市立城東中学校校歌、妹尾義郎の組織した新興仏教青年同盟の歌も作曲している。
東京大学を定年退官した後は京急油壺マリンパークの館長を務め、魚の行動を訓練によって巧みに演出する展示を数多く企画し、「サーカス水族館」としての地位を築き上げた。また、1970年代に行われたシーラカンス学術調査隊の総指揮を執った。
2004年に東京大学が法人化にあたって校歌を制定した際、末広が1953年に作曲した「足音を高めよ」が、「運動会歌」（「大空と」）、「ただ一つ」と並んで候補に挙がった。

## 親族
父の末広恭二は工学者で寺田寅彦とも親しく、東京大学地震研究所初代所長を務めた。父方の祖父の末広鉄腸は衆議院議員、ジャーナリスト、小説家。伯父は国際法学者で京大教授の末広重雄。長女の末広陽子（1933-　）はノンフィクション作家で、その夫は助川敏弥。母の姉の夫に貿易商社野澤組2代目社長の野澤源次郎。

## 著書
- 『魚の生活』岩波書店 1942 のちベースボール・マガジン社
- 『魚類研究室』天然社 1942 海洋科学叢書
- 『魚類生理学の実際』竹内書房 1947
- 『魚の質問帳』梓書房 1948　のち学研文庫
- 『漫筆さかな』富文社 1948
- 『魚の実験室』小学館 1949
- 『魚学 人と較べてみた魚』朝日新聞社 1949 朝日新講座
- 『魚の話』筑摩書房 1950 中学生全集
- 『魚くさくない魚の話』正続　東和社 1951-52
- 『魚の四季』朝日新聞社 1951　のち講談社文庫
- 『魚類学』岩波書店 1951
- 『魚と日本 目で見る社会科』さ・え・ら書房 1953
- 『尾鰭をつけない魚の話』石崎書店 1953
- 『魚国漫遊記』江見絹子絵 同和春秋社 1953
- 『魚の世界』講談社の学習図鑑 1954
- 『食卓の魚』東洋経済新報社 1954 家庭文庫
- 『川の魚』岩壁富士夫絵 同和春秋社 1955 のちベースボール・マガジン社
- 『肴にならない魚の話』三笠新書 1955
- 『魚の紳士録』中央公論社 1956
- 『サーカス水族館』江見絹子絵 河出書房 1956
- 『魚と地震』新潮社 1957
- 『魚の国めぐり』青葉書房 1957
- 『海の魚』同和春秋社 1957
- 『さかな通 食卓の魚』北辰堂 1957
- 『魚の本』東京創元社 1958
- 『魚の図書館 少年少女理科の本』実業之日本社 1959
- 『青い目の魚』東洋経済新報社 1960
- 『魚眼レンズ 皇太子さまと魚』石崎書店 1962
- 『魚の国案内』新潮社ポケット・ライブラリ　1963　のち河出文庫
- 『エジプトの招き』角川新書　1963
- 『魚と伝説』新潮社 1964　のち文庫
- 『魚の歳時記』読売新聞社 1966　のち旺文社文庫
- 『魚の春夏秋冬』社会思想社・現代教養文庫 1968
- 『日本の魚』保育社カラーブックス 1968
- 『魚のひみつなぜなぜ教室』講談社 1970
- 『魚の風土』新潮社 1970　のち河出文庫
- 『生体の場の特性』岩崎書店 1970
- 『魚の風物誌』雷鳥社 1971
- 『さかなのふしぎ』高橋清絵 講談社　なぜなぜ学習・図鑑カード 1971
- 『サケのハナまがり さかな千夜一夜』実業之日本社 1971
- 『生命のプラスとマイナス』文藝春秋 1974
- 『とっておきの魚の話』新潮社 1974　のち河出文庫
- 『魚・自然・人間』雷鳥社 1975
- 『魚のうた』音楽之友社 1975
- 『さかな風土記』毎日新聞社 1975　のち旺文社文庫
- 『すしの魚』平凡社カラー新書　1975　のち新版
- 『魚わが友』日本経済新聞社 1976
- 『釣ろう・釣る・釣れた 釣魚生態学』二見書房 1976 釣魚名著シリーズ
- 『ナマズ地震感知法 絶望的な大地震予報に活路を開く』祥伝社ノン・ブック　1976
- 『カラー歳時記魚』保育社カラーブックス　1977
- 『新・魚ものがたり』サンケイ出版 1977　のち旺文社文庫
- 『さかなと四季』雷鳥社 1981
- 『魚の履歴書』（上下）、講談社 1983、新版1986
- 『魚の博物事典』講談社学術文庫 1989
- 『目から鱗の落ちる話』柏書房 1989
- 『想魚記 今度は魚に生まれたい』ベースボール・マガジン社 1996
- 『末広恭雄選集 随筆で楽しむ日本の魚事典 海水魚』全4巻、木村清志監修・追補 錦秋社 2006-2007

### 共編著
- 『コイの子の旅』太田大八絵 羽田書店 1950
- 『ものいう魚たち』太田大八絵 筑摩書房 1951
- 『海にすむ魚』岩壁富士夫絵 同和春秋社 1951
- 『魚のけんきゅう』稗田一穂絵 牧書店 1953
- 『四季の鳥・季節の魚』内田清之助共著　さ・え・ら書房 1953
- 『鳥博士と魚先生』内田清之助共著　筑摩書房 1954
- 『魚貝の図鑑』黒田新市共著 1956　小学館の学習図鑑シリーズ
- 『水産学集成』大島泰雄,桧山義夫共編　東京大学出版会 1957
- 『爼上の魚 随筆魚十二カ月』柳原敏雄共著　講談社 1958
- 『食用動植物』戸苅義次,内藤元男共著　同文書院 1960
- 『水産ハンドブック』共編　東洋経済新報社 1962
- 『魚をかうまえに食べるまえにエキスパートは語る』編　桂書房 1966
- 『とびうお』吉崎正巳え　福音館書店　こどものとも知識の本　1970
- 『魚貝の図鑑』阿部宗明等共著 1972　小学館の学習図鑑デラックス版
- 『小学館の学習百科図鑑 3 魚貝の図鑑』共編 1972
- 『暮らしと魚』成瀬宇平共著　柴田書店 1977 味覚選書
- 『魚と命と』丘英通共著 学生社 1978 科学随筆文庫

### 翻訳
- E.クラーク『銛をうつ淑女 南海に奇魚を求めて』法政大学出版局 1954
- フランシス・オマニー著 ライフ編集部編『タイムライフブックス ライフ大自然シリーズ 魚類』タイムライフインターナショナル 1969

## 主要音楽作品
- 1920年 - 中天の月（ヴァイオリン曲）
- 1925年 - 第八高校寮歌「春は日影」
- 1928年 - 朝の歌（仏教聖歌）
- 1933年 - 芒（民謡。白鳥省吾作詞）
- 1940年 - 国民進軍歌（歌曲）
- 1950年 - 魚の言葉（童謡）
- 1953年 - 足音を高めよ（東京大学学生歌）
- 1954年 - 秋の子（童謡）
- 1955年 - 春の子（童謡）、夏の子（童謡）、冬の子（童謡）
- 1956年 - いたいいたいウタ（童謡）
- 1957年 - 宮城県気仙沼市立唐桑中学校校歌（水上不二作詞）
- 1958年 - お月さんが見てた（童謡）

## 関連書籍
- 末広陽子『さかな博士の遺言 末広恭雄の想い出』丸善　1993